# Onthophagus balubanus
Onthophagus balubanus là một loài bọ cánh cứng trong họ Bọ hung (Scarabaeidae).